# Jacques Niederer
Jacobus Maria Leon (Jacques) Niederer (Weert, 21 januari 1960) is een Nederlands jurist, bestuurder en politicus van de VVD. Sinds 1 maart 2020 is hij staatsraad in de Afdeling bestuursrechtspraak van de Raad van State.

## Levensloop

### Maatschappelijke loopbaan
Na de havo begon Niederer in Nijmegen aan een lerarenopleiding die hij niet afmaakte. Vervolgens startte hij in 1980 een carrière bij de Rijkspolitie waar hij eerst aspirant was, vervolgens wachtmeester eerste klasse en vanaf 1988 beleidsmedewerker bij de staf van de Rijkspolitie in Breda. Daarnaast studeerde hij in de avond vwo en daarna rechten aan de Katholieke Universiteit Brabant waar hij in 1989 afstudeerde.
Vanaf 1989 was Niederer eerst twee jaar wetenschappelijk secretaris bij de Nederlandse Vereniging voor Rechtspraak, vervolgens vier jaar stafjurist bij het Openbaar Ministerie te Middelburg en griffier van de strafkamer rechtbank en daarna twee jaar senior beleidsmedewerker/teamhoofd bij de Immigratie- en Naturalisatiedienst (IND) die valt onder het ministerie van Justitie. In 1997 werd hij bij dat ministerie plaatsvervangend hoofd Juridische Zaken van de Dienst Justitiële Inrichtingen (DJI).
Vanaf 1 maart 2019 was Niederer voorzitter van het bestuur van de Huurcommissie. Op 17 januari 2020 werd hij door de ministerraad voorgedragen voor benoeming middels Koninklijk Besluit als staatsraad in de Afdeling bestuursrechtspraak van de Raad van State. De benoeming ging in op 1 maart 2020. Daarnaast is hij buitengewoon lid van de beroepscommissie van de Afdeling rechtspraak van de Raad voor Strafrechtstoepassing en Jeugdbescherming en voorzitter van de raad van commissarissen van Brabant Water.

### Politiek loopbaan
Niederer startte in 1997 als gemeenteraadslid in Bergen op Zoom. Bij de Tweede Kamerverkiezingen van 1998 ging de VVD van 31 naar 38 zetels en daarmee kwam Niederer in de Tweede Kamer. Hij was toen een van de justitie-woordvoerders van de VVD-Tweede Kamerfractie en lid van de onderzoekscommissie naar de uitvoering van de IRT-enquête. Hij kwam in het nieuws toen hij openlijk betwijfelde dat er ten minste 15.000 kilo cocaïne met kennis van opsporingsambtenaren was geïmporteerd. Bij de verkiezingen vier jaar later verloor de VVD 14 zetels en daarmee kwam een einde aan zijn Kamerlidmaatschap. Vervolgens werd hij wethouder in Breda en vanaf maart 2005 was Niederer de burgemeester van Weert.
Op 30 november 2010 is Niederer door de gemeenteraad van Roosendaal unaniem voorgedragen als burgemeester van die gemeente en in januari 2011 is hij daar beëdigd. Eind oktober 2018 heeft Niederer laten weten per 1 oktober 2019 het ambt neer te leggen als burgemeester van Roosendaal. In juni 2019 werd Han van Midden, raadsgriffier van Rotterdam, door de gemeenteraad van Roosendaal voorgedragen als nieuwe burgemeester en begon op 3 oktober 2019. Vanaf 1 december 2019 was Niederer waarnemend burgemeester van Duiven als opvolger van Rik de Lange. Op 19 december 2019 werd Huub Hieltjes voorgedragen als burgemeester van Duiven en begon op 21 februari 2020.

### Persoonlijk
Niederer is getrouwd en heeft vier kinderen.
- Parlement.com: vg09llk3d1zu